# Karel Ježek (politik KSČ)
Karel Ježek byl český a československý politik Komunistické strany Československa a poúnorový poslanec Národního shromáždění ČSR.

## Biografie
V roce 1948 je uváděn jako kožedělník a předseda Okresního národního výboru v Příbrami. Funkci předsedy ONV zastával již v roce 1946. Za druhé světové války byl politickým vězněm.
Ve volbách roku 1948 byl zvolen do Národního shromáždění za KSČ ve volebním kraji Praha-venkov. V parlamentu setrval do konce funkčního období, tedy do voleb v roce 1954.